# I Need Some Fine Wine and You, You Need to Be Nicer
«I Need Some Fine Wine and You, You Need to Be Nicer» — песня шведской группы The Cardigans, ставшая первым синглом с шестого студийного альбома группы 2003 года Super Extra Gravity. Авторами песни стали вокалистка группы Нина Перссон, Нейтан Ларсон и Питер Свенсон. Сингл вышел 28 сентября 2005 года. Сингл достиг успеха в Швеции, сразу после выхода попав на 3 место шведского хит-парада, но не смог достичь подобных результатов в других странах. Режиссёрами видеоклипа к песне стали Мартин Ренк и Якоб Стрём.

## Список композиций
| №  | Название                                              | Длительность |
| -- | ----------------------------------------------------- | ------------ |
| 1. | «I Need Some Fine Wine and You, You Need to Be Nicer» | 3:33         |
| 2. | «For the Boys»                                        | 3:37         |

| №  | Название                                              | Длительность |
| -- | ----------------------------------------------------- | ------------ |
| 1. | «I Need Some Fine Wine and You, You Need to Be Nicer» | 3:33         |
| 2. | «Explode» (live in Kyiv)»                             | 4:34         |
| 3. | «My Favourite Game (live in Kyiv)»                    | 5:48         |

| №  | Название                                              | Длительность |
| -- | ----------------------------------------------------- | ------------ |
| 1. | «I Need Some Fine Wine and You, You Need to Be Nicer» | 3:33         |
| 2. | «Explode (live in Kyiv)»                              | 4:34         |

## Позиции в чартах

### Еженедельные чарты
| Чарт (2005)                     | Наивысшая позиция |
| ------------------------------- | ----------------- |
| Германия (GfK)                  | 93                |
| Шотландия (OCC Scotland)        | 51                |
| Швеция (Sverigetopplistan)      | 3                 |
| Великобритания (OCC UK Singles) | 59                |

### Годовые чарты
| Чарт (2005)        | Позиция |
| ------------------ | ------- |
| Швеция (Hitlistan) | 62      |

## История релиза
| Страна         | Дата             | Формат | Лейбл               | Ссылка |
| -------------- | ---------------- | ------ | ------------------- | ------ |
| Скандинавия    | 28 сентября 2005 | CD     | Universal Stockholm | [ 6 ]  |
| Великобритания | 3 октября 2005   | CD     | Universal Stockholm | [ 9 ]  |